# Lilija Szewcowa
Lilija Fiodorowna Szewcowa (ros. Лилия Фёдоровна Шевцова, ur. 7 października 1951, Lwów) – rosyjska politolog, wiceprzewodnicząca Programu Instytucji Politycznych w Moskiewskim centrum Carnegie Endowment for International Peace. W 1971 ukończyła Moskiewski Państwowy Instytut Stosunków Międzynarodowych. W 1976 uzyskała doktorat w Akademii Nauk Społecznych przy KC KPZR. Po 1992 wykładała na licznych amerykańskich uniwersytetach.

## Wybrane publikacje
- Putin's Russia (2003, wyd. uzupełnione 2005).
- Russia’s Hybrid Regime, Journal of Democracy, October 2001.
- From Yeltsin’s Sunset to Putin’s Sunrise: the Evolution of Electoral Monarchy. Baden-Baden, 2001.
- Współautor i współredaktor: Gorbachev, Yeltsin, Putin. Political Leadership in Russia’s Transition, Carnegie- Brookings, Washington, 2001.
- The Regime of Boris Yeltsin, Carnegie Moscow Center, Moscow, 1999.
- Współautor: The Non-Systemic Regime of Boris the Second. Some Peculiarities of the Political Development of Post-Soviet Russia, Carnegie Moscow Center, Moscow, 1999.
- Dilemmas of Post-Communist Society, Sociological Research, September 1997.
- Yeltsin’s Russia: Challenges and Constraints, Carnegie-Brookings, Washington, 2000.
- Współautor: Russian Elections- No Turning Back, Foreign Policy, July 1996.
- Russia’s Fragmented Armed Forces, w: Civil-Military Relations and Democracy, Larry Diamond and Marc F. Plattner, eds, The Johns Hopkins University Press, London, 1996.
- Post-Communist Russia: the Main Trends of Development, Carnegie Moscow Center, Moscow, 1995
- New Russia: the Difficulties of Transformation, w: Novaya Rossiya, Gail Lapidus, eds, Westview, 1994.
- Political Pluralism in Post-Communist Russia, w: Political Parties in Russia, A. Dallin, eds, University of California at Berkeley, 1993.
- August 1991. The Attempted Coup and its Consequences, IFS Info, Norwegian Institute for Defense Studies, Oslo, Norway, 1992.